# Supercoupe de Hongrie féminine de football
La supercoupe de Hongrie de football féminin est une compétition annuelle disparue de football féminin disputée entre le champion de Hongrie et le vainqueur de la Coupe nationale. 

## Palmarès
| Saison | Vainqueur                                                                                        | Score                                                                                            | Finaliste                                                                                        |
| ------ | ------------------------------------------------------------------------------------------------ | ------------------------------------------------------------------------------------------------ | ------------------------------------------------------------------------------------------------ |
| 1993   | Renova Spartacus SE                                                                              | 4-0                                                                                              | Pécsi Fortuna FC                                                                                 |
| 1995   | László Kórház SC                                                                                 | 1-0                                                                                              | Pécsi Fortuna FC                                                                                 |
| 1996   | Le 1. FC Femina qui fait le doublé Coupe-Championnat remporte automatiquement la Supercoupe.     | Le 1. FC Femina qui fait le doublé Coupe-Championnat remporte automatiquement la Supercoupe.     | Le 1. FC Femina qui fait le doublé Coupe-Championnat remporte automatiquement la Supercoupe.     |
| 1997   | 1. FC Femina                                                                                     | 3-1                                                                                              | Pécsi Fortuna FC                                                                                 |
| 1998   | Le László Kórház SC qui fait le doublé Coupe-Championnat remporte automatiquement la Supercoupe. | Le László Kórház SC qui fait le doublé Coupe-Championnat remporte automatiquement la Supercoupe. | Le László Kórház SC qui fait le doublé Coupe-Championnat remporte automatiquement la Supercoupe. |